# Xec
|  | Per a altres significats, vegeu «Xec (escacs)». |

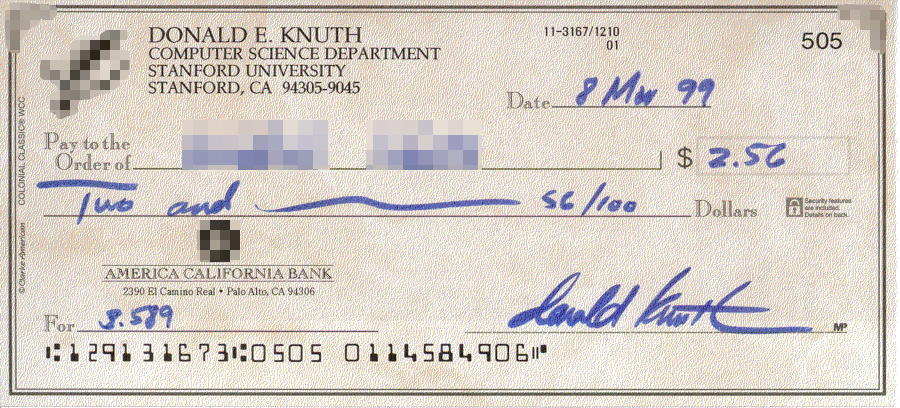
Xec.

Un xec és un títol valor en el qual la persona que és autoritzada per extreure diners d'un compte (per exemple, el titular), estén a una altra persona una autorització per retirar una determinada quantitat de diners del seu compte, prescindint de la presència del titular del compte bancari.
Jurídicament el xec és un títol valor a l'ordre o al portador i abstracte en virtut del qual una persona, anomenada lliurador, ordena incondicionalment a una institució de crèdit que lliuri el pagament a la vista d'una suma de diners determinada a favor d'una tercera persona anomenada beneficiari.

## Figures
- Lliurador: És la persona que expedeix el xec. El xéc és una ordre de pagament feta per una persona contra una altra, prèvia provisió de fons.[2]

- Lliurat: És la persona obligada a fer el pagament, i necessàriament ha de ser una entitat financera.[3]

- Tenidor: És la persona que té dret a exigir que el xec es faci efectiu.[2]

Les figures del lliurador i tenidor poden coincidir en la mateixa persona.

## Formes de lliurament
- Al portador: Qualsevol persona, pel sol fet de posseir físicament el xec, es converteix en el seu tenidor, i per tant, pot presentar-lo al cobrament.[2]
- Nominatiu: Quan en el xec es designa com a beneficiari una persona concreta.
- A l'ordre: És el mateix cas que l'anterior, però especificat amb "Pagueu per aquest xec a l'ordre de".
- No a l'ordre: Els xecs nominatius, o a l'ordre, són transmissibles per endós. La inclusió de la clàusula "No a l'ordre" en l'apartat destinat al beneficiari impedeix que aquest es pugui endossar, i per tant, es converteix en l'únic tenidor possible.[2]

Qualsevol xec emès sense indicació de beneficiari es considerarà al portador, encara que no porti aquesta menció especificada. També es pot considerar al portador el xec que porti el nom d'un beneficiari, seguit de la menció "o al portador" (o equivalent. És per aquest motiu que se sol invalidar l'espai sobrant a la dreta del beneficiari, si el lliurador vol evitar, per qüestions de seguretat, que el xec es pugui convertir en xec "al portador".

## Requisits legals
Un xec ha de tenir:
- La denominació de xec inserida en el context del títol, expressada en el mateix idioma en què ha estat redactat aquest.
- El mandat pur i simple de pagar una suma determinada en una moneda de curs legal.[2]
- Nom del lliurat, que necessàriament ha de ser un banc
- Lloc de pagament
- Data i lloc de l'expedició.
- Firma del lliurador.[2]